# Stazione di Delicias
Delicias è una stazione delle linee C1, C7 e C10 delle Cercanías di Madrid.
Non deve essere confusa con l'antica estación de Delicias, attualmente sede del Museo del Ferrocarril de Madrid, né con l'omonima stazione della metropolitana di Madrid, che dista un centinaio di metri, ma con cui non ha una corrispondenza diretta. La stazione si trova tra calle de Ramírez de Prado e calle Bustamante.
È una delle poche stazioni delle Cercanías che si trovano all'interno del comune di Madrid che non hanno corrispondenza diretta con la metropolitana.

## Storia
La stazione è stata inaugurata nel 1996 a seguito dell'operazione urbanistica denominata Pasillo Verde Ferroviario, che trasformò l'antica ferrovia adibita al trasporto merci, in una linea di trasporto viaggiatori.